# 莫尔日河畔尚巴龙
莫尔日河畔尚巴龙（法語：Chambaron sur Morge，法語發音：[ʃɑ̃baʁɔ̃ syʁ mɔʁʒ]）是法国多姆山省的一个市镇，位于该省北部，属于里永区。

## 地名
与其他译作“XXX河畔XXX”的“XXX-sur-XXX”类地名不同，该地名中的“尚巴龙”（Chambaron）也是一条河流的名称而非地名，其为莫尔日河（Morge）的支流，故实际上“Chambaron sur Morge”一名意为“莫尔日河上方的尚巴龙河”。

## 历史
莫尔日河畔尚巴龙成立于2016年1月1日，由拉穆塔德（La Moutade）和塞吕勒（Cellule）两个市镇合并而成，其中拉穆塔德为政府驻地。

## 地理
莫尔日河畔尚巴龙（45°58'5"N, 3°9'41"E）面积14.05 平方千米，位于法国奥弗涅-罗讷-阿尔卑斯大区多姆山省，该省份为法国中南部省份，北起阿列省接壤，东临卢瓦尔省，南至上盧瓦爾省和康塔爾省，西接科雷兹省和克勒兹省。
与莫尔日河畔尚巴龙接壤的市镇（或旧市镇、城区）包括：阿尔托讷、欧比亚、博雷加尔旺东、勒谢、圣米翁、佩萨-维勒讷沃、达瓦亚、莫尔日河畔瓦雷讷、里永附近圣博内。
莫尔日河畔尚巴龙的时区为UTC+01:00、UTC+02:00（夏令时）。

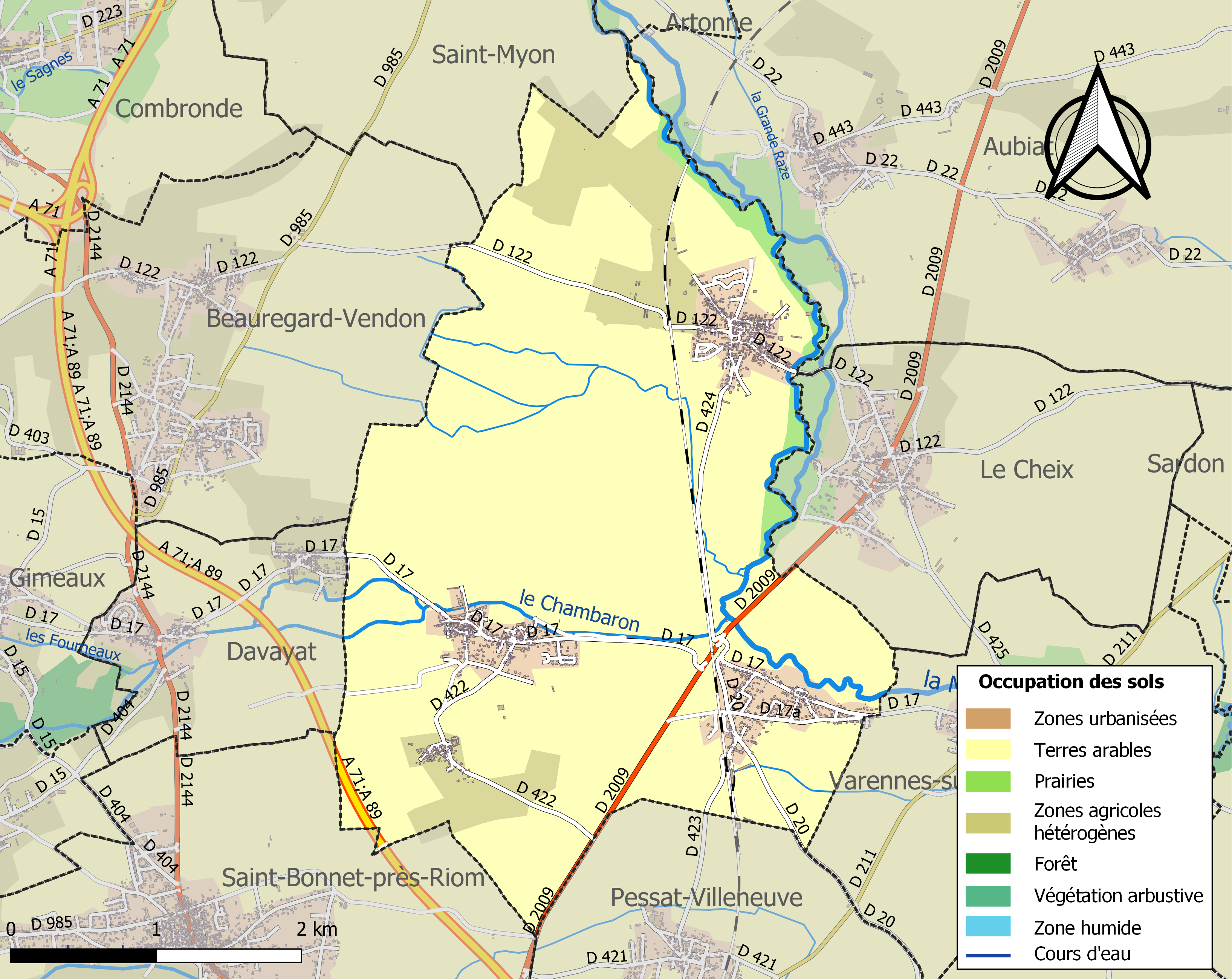
莫尔日河畔尚巴龙的OSM定位图

## 行政
莫尔日河畔尚巴龙的邮政编码为63200，INSEE市镇编码为63244。

## 政治
莫尔日河畔尚巴龙所属的省级选区为里永县。

## 人口
莫尔日河畔尚巴龙于2022年1月1日时的人口数量为1779人。